# Сердцеед (фильм, 2010)
«Сердцеед» (фр. L'arnacoeur) — французско-монегасская романтическая комедия режиссёра Паскаля Шомея, вышедшая на экраны в 2010 году.
Ромен Дюрис за роль в этом фильме был номинирован на премию «Сезар» в категории «Лучшая мужская роль».

## Сюжет
Алекс (Ромен Дюрис) зарабатывает на жизнь тем, что по заказу разбивает пары. В этом деле ему помогают сестра Мелани (Жюли Феррье) и её муж Марк (Франсуа Дамьен). В своем бизнесе они придерживаются железного правила: не трогать по-настоящему счастливые пары, вмешиваться в жизнь лишь тех, что несчастны, но не знают об этом. Однажды Алексу поступает заказ — разрушить отношения Жюльетт (Ванесса Паради) и её жениха-англичанина Джонатана (Эндрю Линкольн). Проблема в том, что эта пара по всем параметрам идеальна. Однако долги заставляют Алекса и компанию взяться за дело. Он прибывает в Монако, где должна пройти свадьба, и, представившись телохранителем, которого к ней приставил отец (Жак Франтц), решает войти в доверие к Жюльетт.
Несмотря на трудности в начале задания, Алекс уверенно идет к своей цели. Но его планы грозит обрушить одно серьезное препятствие — возникшие чувства к Жюльетт. Сможет ли Алекс закончить задание, или же оставит Жюльетт с тем, с кем она будет счастлива?

## В ролях
- Ромен Дюрис — Алекс Липпи
- Ванесса Паради — Жюльетт ван дер Бек
- Жюли Феррье — Мелани
- Франсуа Дамьен — Марк
- Элена Ногерра — Софи
- Эндрю Линкольн — Джонатан Олкотт
- Жак Франтц — ван дер Бек
- Амандина Девасм — Флоранс
- Жан-Ив Лафесс — Дютур